# 志保
志保（1992年10月19日—）日本女演員，所屬星塵傳播事務所。

## 簡介
- 2004年從 SPYSEE Girl Grand Prix 大賽中得賞，開始模特兒的生涯。
- 2005年連續劇《牽絆的愛》中初次演出，之後再演出不同類型的作品。
- 2010年 Miss Magazine (ミスマガジン ‧ 講談社)大賽中晉身16強，最終決賽落選。
- 2011年特攝作品《假面騎士Fourze》中因飾演的野座間友子一角而令其活躍度上升。
- 2013年漫畫作品《年上ノ彼女（日语：年上ノ彼女）》同名真人化電影中初次主演。

## 劇集
- 《牽絆的愛》(2005年4月10日 - 6月26日 ‧ TBS電視台) - 飾演 坂卷奈奈
- 《現在，很想見你》(2005年7月3日 - 9月18日 ‧ TBS電視台) - 飾演 永瀨萬里子(中學時代)
- 《一公升的眼淚》第3 - 4話 ( 2005年10月25日 - 11月1日 ‧ 富士電視台) - 飾演 高橋マミ
- 《金曜エンタテイメント（日语：金曜エンタテイメント）》 - 妻は多重人格者 (2006年3月24日 ‧ 富士電視台) - 飾演 矢島亞希子的女兒
- 《芭蕾舞蹈家（日语：プリマダム）》 (2006年4月12日 - 6月21日 ‧ 富士電視台) - 飾演 萬田結
- 《金曜エンタテイメント（日语：金曜エンタテイメント）》 - 名司会者 寿鶴子殺人スピーチ2 (2006年4月14日 ‧ 富士電視台) - 飾演 松竹楓
- 《東京少女 - ショートフィルム道（日语：東京少女）》第1話「東京變身少女」(2006年8月5日 ‧ BS-TBS) - 飾演 諏訪太朗的女兒
- 《恋する日曜日 - 第3シリーズ（日语：恋する日曜日）》第5話「またあえる日まで」(2007年2月3日 ‧ BS-TBS) - 飾演 めぐみ
- 《スリルな夜・子育ての天才（日语：子育ての天才）》(2007年4月13日 - 6月22日 ‧ 富士電視台) - 飾演 神谷美緒
- 《金曜プレステージ（日语：金曜プレステージ）》 - 名司会者 寿鶴子殺人スピーチ3 (2007年4月13日 ‧ 富士電視台) - 飾演 松竹楓
- 《土曜ワイド劇場（日语：土曜ワイド劇場） - 弁天祐美子法律事務所1（日语：弁天祐美子法律事務所）》(2007年4月28日 ‧ 朝日電視台) - 飾演 弁天真實
- 《先生道「ピストル先生」（日语：先生道）》(2007年7月14日 ‧ BS-TBS) - 飾演 田中
- 《半落ち（日语：半落ち）》(2007年12月8日 ‧ 朝日電視台) - 飾演 志木美紀
- 《東京少女（日语：東京少女） - 櫻庭奈奈美》第2話 「鏡之國的奈奈美」(2008年6月14日 ‧ BS-TBS) - 飾演 マリコ
- 《金曜プレステージ（日语：金曜プレステージ）》 - 名司会者 寿鶴子殺人スピーチ4 (2008年7月25日 ‧ 富士電視台) - 飾演 松竹楓
- 《東京少女（日语：東京少女） - 岡本あずさ（日语：岡本あずさ）》第2話 「追っかけ少女」(2008年11月8日 ‧ BS-TBS) - 飾演 水橋レイカ
- 《守財奴》(2009年1月17日 - 3月14日 ‧ 日本電視台) - 飾演 桑田春子
- 《NEXT「恋する杏理☆推理中」》第2 - 3話 (2009年4月16日 - 23日 ‧ 關西電視台) - 飾演 川上サチ
- 《粉紅系男孩〜夏〜》 (2009年8月1日 - 9月26日 ‧ 富士電視台) - 飾演 ユリッペ
- 《粉紅系男孩〜秋〜》 (2009年10月13日 - 11月3日 ‧ 富士電視台) - 飾演 ユリッペ
- 《土曜ワイド劇場（日语：土曜ワイド劇場） - 弁天祐美子法律事務所2（日语：弁天祐美子法律事務所）》(2009年11月7日 ‧ 朝日電視台) - 飾演 弁天真實
- 《完美小姐進化論》 (2010年1月15日 - 3月19日 ‧ TBS電視台) - 飾演 娜娜
- 《絕對零度》Case8 - 9 (2010年6月1日 - 8日 ‧ 富士電視台) - 飾演 本谷翔子
- 《桃花期》第5話 (2010年8月14日 ‧ 東京電視台) - 飾演 林田尚子(中學時代)
- 《LADY》Final Episode (2011年3月25日 ‧ TBS電視台) - 飾演 坂下裕美子
- 《假面騎士Fourze》(2011年9月4日 - 2012年8月26日‧ 朝日電視台) - 飾演 野座間友子
- 《草莓之夜》第2話 (2012年1月17日 ‧ 富士電視台) - 飾演 千香
- 《實習醫生五人組（日语：レジデント〜5人の研修医）》(2012年10月18日 - 12月20日 ‧ TBS電視台) - 飾演 相田遙
- 《Perfect Blue（日语：パーフェクト・ブルー#2012年版）》 第4話(2012年10月29日 ‧ TBS電視台) - 飾演 伊東あけみ
- 《Switch Girl~變身指令~2》第3話 - 最終話 (2012年12月21日 - 2013年1月25日 ‧ 富士TWO) - 飾演 御堂露娜
- 《婆媳誰怕誰》第3話 (2013年1月31日 ‧ 朝日電視台) - 飾演 エミリ
- 《終電バイバイ（日语：終電バイバイ）》第7話 (2013年2月25日 ‧ TBS電視台) - 飾演 卡拉OK店員
- 《セブンティーンキラー》 (2013年9月8日 - 22日 ‧ 富士TWO) - 飾演 薫子
- 《水曜ミステリー9（日语：水曜ミステリー9） 作家探偵・山村美紗3（日语：作家探偵・山村美紗）》 (2013年11月6日 ‧ 東京電視台) - 飾演 豆花
- 《一幣通關小子：我們的電玩史》第10話  (2013年12月6日 ‧ 東京電視台)
- 《大東京玩具箱》 (2014年1月4日 - ‧ 東京電視台) - 飾演 半田花子

## WEB
- 《Blizzard》(2011年7月1日 - 12話 × 10min ‧ BeeTV（日语：BeeTV）) - 飾演 小嶋七瀨
- 《網路版 - 假面騎士x超級戰隊 超級英雄大變 〜犯人到底是誰〜》 (2012年 ‧ 東映) - 飾演 野座間友子
- 《網路版 - 假面騎士Fourze 大家的授業來了!》 (2012年 ‧ 東映) - 飾演 野座間友子

## 綜藝節目
- 《ワンナイR&R（日语：ワンナイR&R） - もんじゃろ学園物語》(2005年10月 - 2006年3月 ‧ 富士電視台) - 飾演 シホ
- 《御奉仕バラエティ アゲ↑アゲ↑プレゼントＴＶ》- (2011年2月25日 ‧ 富士電視台)

## 電影
- 《楳圖一雄之恐怖劇場 - まだらの少女》 (2005年6月25日 ‧ 松竹) - 飾演 聰美
- 《ほんとうにあった怖い話3D - シセン》 (2010年10月16日 ‧ パル企画（日语：パル企画）) - 飾演 佳織
- 《逆転のシンデレラ》（2010年 ‧ ndjc：若手映画作家育成Project） - 飾演 希
- 《假面騎士×假面騎士 Fourze & OOO Movie大戰 Mega Max》 (2011年12月10日 ‧ 東映) - 飾演 野座間友子
- 《假面騎士x超級戰隊 超級英雄大戰》 (2012年4月21日 ‧ 東映) - 飾演 野座間友子
- 《假面騎士Fourze THE MOVIE 大家的宇宙來了!》 (2012年8月4日 ‧ 東映) - 飾演 野座間友子
- 《假面騎士×假面騎士 Wizard & Fourze MOVIE大戰Ultimatum》 (2012年12月8日 ‧ 東映) - 飾演 野座間友子
- 《みなさん、さようなら》（2013年1月26日 ‧ Phantom Film） - 飾演 商店街主婦
- 《年上ノ彼女(ヒト)（日语：年上ノ彼女）》（2013年） - 飾演 小山内揚羽

## MV
- BRAHMAN（日语：BRAHMAN） - 《A WHITE DEEP MORNING》（2004年9月29日）
- GReeeeN - 《愛唄》 （2007年5月16日）
- 谷澤智文（日语：タニザワトモフミ） - 《きみにとどけ》（2009年11月25日）
- GReeeeN - 《旅人》（2010年4月1日）
- Universe - 《echoes》（2010年8月4日）
- DAIGO - 《いま逢いたくて…》（2013年12月4日）

## 廣播劇
- 《幕末三姉妹（日语：幕末三姉妹）》（2010年11月7日 - 2011年4月24日 ‧ 日本放送） - 飾演 星姬

## 出版
- 寫真集『志保』（2012年8月28日‧ Wani Books）

## 雜誌
- 《Nakayoshi》
- 《Kindai》
- 《Audition》
- 《SPYSEE Girl Grand Prix》(2004年)
- 《＠ｍｅ．》(2007年)
- 《De-View》(2010年)
- 《週刊少年Magazine》( 2010年 )
- 《POPEYE特別編集「仮面ライダー生誕４０周年公式ガイドブック/マガジンハウス」》 (2011年9月3日發售)
- 《HYPER HOBBY（日语：ハイパーホビー）》 1月號 (2011年12月1日發售)
- 《仮面ライダーフォーゼの教科書》  (2011年12月3日發售)
- 《朝日新聞》  ( 2011年12月17日 )
- 《東映 MAX》 VOL.40 (2012年2月1日發售)
- 《Samurai ELO》 4月號 (2013年2月24日發售)
- 《フォトテクニック デジタル》 5月號 (2013年4月20日發售)

## DVD
- 《東京少女（日语：東京少女） - 櫻庭奈奈美》 (2009年9月)
- GReeeeN - 《これ、ＰＶでＳＨＯＷっ！！？？》 (2009年12月)
- 《粉紅系男孩》 (2010年)
- 《假面騎士Fourze》DVD＆Blu-ray (2012年)
- 《志保のこと》(2012年10月25日)

## CM
- BANDAI「仮面ライダーチョコビスケット」 (2012年)

## 外部連結
- 【Stardust Promotion】 （页面存档备份，存于）- Stardust Promotion官方網站個人檔案
- 【STARDUST U-23】
- 【OCN TODAY トップ - 今日の美少女写真 Vol.47】
- 【OCN STUDIO PHOTO GALLERY Vol.4】 （页面存档备份，存于）
- 【ぬーんο】 （页面存档备份，存于）- 個人部落格 （2011年7月1日 -  )
- 【ぬーんο】- 個人部落格(舊版) （2006年4月20日 - 2011年6月30日）